# Hans Heiling
Hans Heiling és una òpera romàntica de tres actes i un pròleg, amb música de Heinrich Marschner i llibret en alemany d'Eduard Devrient, qui també va cantar el rol titular en l'estrena que va tenir lloc en el Königliche Hofoper (avui Staatsoper Unter den Linden), Berlín el24 de maig de 1833, i va seguir divulgant-se fins a ser la més reeixida de l'autor.

## Personatges
| Personatge                           | Tessitura | Repartiment del 24 de maig de 1833 Director: H. Marschner) |
| ------------------------------------ | --------- | ---------------------------------------------------------- |
| Reina del Erdgeister                 | soprano   | Johanna Lehmann                                            |
| Hans Heiling, el seu fill            | baríton   | Eduard Devrient                                            |
| Anna, la seva núvia                  | soprano   | Therese Grünbaum                                           |
| Gertrud, la seva mare                | contralt  | Henriette Valentini                                        |
| Konrad, un caçador i enamorat d'Anna | tenor     | Karl Adam Bader                                            |
| Stephan, un ferrer                   | baix      | ?                                                          |
| Niklas, un sastre                    | tenor     | Gustav Becker                                              |